# Совет революционного командования Ливии
Совет революционного командования (СРК) (араб.  مجلس قيادة الثورة‎) — высший орган власти Ливийской Арабской Республики с 1 сентября 1969 по 2 марта 1977 года.
Председатель СРК — Муаммар Каддафи.
Состав Совета:Абдель Салам Джеллуд, Абу Бакр Юнис Джабер, Аввад Хамза, Башир Хаввади, Омар Мохейши, Мустафа аль-Харруби, Хувейлди аль-Хмейди, Абдель Муним ат-Тахир аль-Хуни, Мухаммад Наджм, Мухаммад Могареф и Мухтар Герви. Состав СРК четыре месяца держался в тайне и был полностью опубликован только 10 января 1970 года.
2 марта 1977 года в связи с преобразованием Ливии в Джамахирию СРК был распущен, а пятеро его членов (Муаммар Каддафи, Абдель Салам Джеллуд, Абу Бакр Юнес Джабер, Мустафа аль-Харруби, Хувейлди аль-Хмейди) были избраны в состав Генерального секретариата Всеобщего народного конгресса.